# Wolffgang Wesener
Wolffgang Wesener (* 1494 in Mittweida, Sachsen; † 24. Juli 1557 in Halle an der Saale) war Schultheiß in Halle.

## Leben
Wolffgang Wesener studierte an der Universität Leipzig und schloss 1513 das Studium der freien Künste mit dem Baccalauréat ab. Er trat in die Dienste des Fürsterzbischofs von Magdeburg. 1516 erwarb er das Bürgerrecht zu Halle. Durch seine Heirat mit Clara von Quetz, der Tochter eines Haller Pfänners, gelangte er in die Honoratiorenschicht. Er versah eine Reihe von Ehrenämtern, war Vierherr des Senats, Mitglied des Kirchenkollegiums von St. Moritz sowie des Kollegiums der Pfänner. 1530 wurde er Schultheiß des Erzbischofs von Magdeburg, des Kardinals Albrecht von Brandenburg. Erstmals wurde dieses Amt nicht als Mannlehen, sondern gegen jederzeitigen Widerruf vergeben, worüber ein Streit zwischen dem Erzbischof und dem Kurfürsten Johann Friedrich von Sachsen entstand.
Der Ehe entstammten zehn Kinder. Wolffgang Wesener ist Stammvater der Sippe der Wesener.